# Helge Emil Frederiksen
Helge Emil Frederiksen (14. april 1917 – 11. marts 1945) var en dansk modstandsmand, som var medlem af BOPA.
Han blev dræbt under en sabotageaktion mod motorfabrikken “Dan” på Nørrebro i København. Han var kommet i ildkamp mod danske HIPO-folk, og blev skudt og dræbt.
Han blev den 29. august 1945 begravet i Mindelunden i Ryvangen.